# Église de la Dormition-de-la-Mère-de-Dieu de Grkinja
Pour les articles homonymes, voir Église de la Dormition-de-la-Mère-de-Dieu.
L'église de la Dormition-de-la-Mère-de-Dieu de Grkinja (en serbe cyrillique : Црква Успења Св. Богородице у Гркињи ; en serbe latin : Crkva Uspenja Sv. Bogorodice u Grkinji) est une église orthodoxe serbe qui se trouve à Grkinja, dans la municipalité de Gadžin Han et dans le district de Nišava, en Serbie. Elle est inscrite sur la liste des monuments culturels protégés de la république de Serbie (identifiant no SK 1914),,.

## Présentation
L'église a été construite en 1838 sur les fondations d'un lieu de culte plus ancien, et consacrée en 1849 par l'évêque de l'éparchie de Niš, Kalinik.
De forme allongée, elle est constituée d'une nef unique prolongée par une abside demi-circulaire ; plus tard, un porche ouvert lui a été adjoint à l'ouest,. Elle est en pierres de taille avec un travail particulièrement minutieux sur les ouvertures cintrées et la partie de l'abside,. L'entrée dans l'édifice s'effectue par les côtés nord et ouest,. Le pignon du mur ouest est orné d'une rosace en pierre ajourée,.
À l'intérieur, l'édifice est doté d'une voûte en berceau qui repose sur les arcs latéraux inclinés,.
L'intérieur a été peint en 1861, 1867 et 1875,,. L'iconostase est sculptée avec des éléments végétaux et des colonnes torsadées peints,.